# Petar Janjić – Tromblon
Petar Janjić (Donje Vardište, 1963.), pukovnik Hrvatske vojske u mirovini i dragovoljac Domovinskog rata.

## Životopis
Pukovnik Petar Janjić rodio se 1963. godine u Donjem Vardištu, Bosna i Hercegovina. U obranu Hrvatske pukovnik Janjić je pristupio u kolovozu 1991. godine, prilikom prvog većeg napada četnika i JNA na Vukovar. Za vrijeme bitke za Vukovar dobio je nadimak Tromblon. Tijekom srpske agresije na Vukovar sam je uništio 29 tenkova. Ranjavan je četiri puta, te je prilikom pada Vukovara bio odveden u logor Sremska Mitrovica s ostalim suborcima, gdje je sustavno bio maltretiran i mučen 9 mjeseci. Poslije logora imao je 21 operaciju, te je 1993. godine umirovljen u činu pukovnika Hrvatske Vojske.
2004. godine objavio je knjigu Žedni krvi gladni izdaje u kojoj je u detalje opisao svoj ratni put u Vukovaru. Pukovnik Janjić je u knjizi oštro napao i optužio za izdaju tadašnji državni vrh Hrvatske na čelu s predsjednikom Franjom Tuđmanom i ministrom obrane Gojkom Šuškom, i to zbog: nepružanja pomoći, u vidu hrane i oružja, civilima i braniteljima Vukovara tijekom opsade grada. U knjizi su detaljno opisane borbe, dan za danom, četnički napadi i pokušaji probijanja obrambenih linija grada Vukovara i Borova Naselja, te bjesomučna granatiranja grada i cjelokupno stanje u Vukovaru tih dana 1991. godine.
Predsjednik je Udruge ratnika hrvatskog obrambenog rata.